# Golfo di Čichačëv
Il golfo di Čichačëv (in russo Залив Чихачёва?), fino al 1952 golfo de Castri, è un'insenatura situata sulla costa occidentale dello stretto dei Tartari, in Russia. Si estende sul mar del Giappone e appartiene all'Ul'čskij rajon, nel Territorio di Chabarovsk (Circondario federale dell'Estremo Oriente).

## Geografia
Il golfo di Čichačëv è delimitato a sud da capo Orlova (мыс Орлова) L'insenatura è lunga 12,5 km e larga, all'ingresso, 9 km, la profondità dell'acqua arriva fino a 9 m. Nel golfo ci sono quattro piccole isole: Bazal'tovyj, Observatorii, Ustričnyj e Južnyj (острова Баэальтовый, Обсерватории, Устричный, Южный).
Al centro del golfo si trova la città di De-Kastri.

## Storia
Il golfo fu scoperto da Jean-François de La Pérouse nel 1787 che gli diede questo nome in onore del finanziatore della spedizione, Charles Eugène Gabriel de la Croix marchese di Castries, allora segretario di Stato della Marina. Nel 1952, ha preso il nome dell'ammiraglio Nikolaj Matveevič Čichačëv (Николай Матвеевич Чихачёв, 1830-1917).